# Kijevi terület
A Kijevi terület (Київська область) Ukrajna egyik megyei szintű közigazgatási egysége az ország északi részén. Székhelye az ország fővárosa, Kijev, amely azonban nem tartozik a területéhez. Területe  28 131 km² (a negyedik legnagyobb Ukrajnában), népessége 2016-ban 1,7 millió fő volt. A Dnyeper középső folyásánál helyezkedik el, keleten a Csernyihivi és Poltavai, délen a Cserkaszi, délnyugaton a Vinnicjai, nyugaton a Zsitomiri területekkel, északon pedig Fehéroroszország Homeli területével határos.

## Földrajz

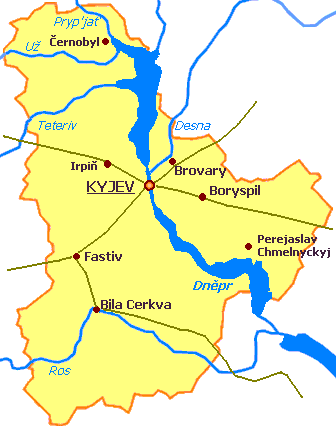
A Kijevi terület jelentősebb folyói és vasútvonalai

Domborzatát illetően a Dnyeper felé enyhén lejtő, dombokkal tarkított síkság jellemzi. Északon található a Polisszjai-alföld (maximális magassága 198 m); a Dnyeper bal partján alacsonyan fekvő, sík Dnyepermelléki-alföld, míg a jobb parton a magasabb (max. 273 m) és jobban tagolt Dnyepermelléki-hátság fekszik. Ásványi lelőhelyekben szegény, inkább csak építőanyagok (gránit, gneisz, kaolin, agyag, kvarchomok, egy kevés tőzeg) található a területén. Legfontosabb folyója a Dnyeper (amelyből 246 km-nyi esik rá), de ezen kívül összesen 177 legalább 10 km-es vízfolyás található itt. A legnagyobbak a Pripjaty, Teteriv, Irpiny, Rosz (a Dnyeper jobb oldali mellékfolyói), valamint a Gyeszna és Trubizs (a bal oldalon). Rajtuk kívül 13 víztározó (köztük a 675 km²-es Kanyivi-víztározó a Dnyeperen) és több mint kétezer tó színesíti a terület vízrajzát. Az erdők mintegy 675,6 ezer hektárt tesznek ki. Északon fenyő- és vegyes erdők, délen lombos erdők (tölgy, gyertyán, kőris, éger, hárs) a jellemzőek. A Kijevi területen összesen 77 védett terület (80,3 ezer hektáron) található.

## Közigazgatási beosztás
A Kijevi terület székhelye Kijev városa. A területen 7 járás, 56 város (ebben 7 járási jogú és 49 városi jellegű település) valamint 1126 falu található.

### Járások
| № | Név          | Székhely    | Népesség (2001) | Népesség (2022) | Terület (km²) | Népsűrűség (fő/km²) |
| - | ------------ | ----------- | --------------- | --------------- | ------------- | ------------------- |
| 1 | Bila Cerkvai | Bila Cerkva | 494 419         | 431 172         | 6513          | 66,20               |
| 2 | Boriszpili   | Boriszpil   | 220 377         | 203 154         | 3878          | 52,39               |
| 3 | Brovari      | Brovari     | 243 877         | 241 777         | 2891          | 83,62               |
| 4 | Bucsai       | Bucsa       | 289 961         | 375 536         | 2556          | 146,92              |
| 5 | Fasztyivi    | Fasztyiv    | 193 162         | 184 095         | 1761          | 104,54              |
| 6 | Obuhivi      | Obuhiv      | 251 450         | 227 209         | 3638          | 62,45               |
| 7 | Vishorodi    | Vishorod    | 134 648         | 132 136         | 4335          | 30,48               |

### Járási jogú városok
| № | Címer | Név         | Népesség (2022) | Terület (km²) | Népsűrűség (fő/km²) |
| - | ----- | ----------- | --------------- | ------------- | ------------------- |
| 1 |       | Bila Cerkva | 207 273         | 33,0          | 6281                |
| 2 |       | Brovari     | 109 806         | 33,6          | 3268                |
| 3 |       | Boriszpil   | 64 117          | 37,1          | 1728                |
| 4 |       | Fasztyiv    | 44 014          | 25,4          | 1733                |
| 5 |       | Bucsa       | 37 321          | 26,3          | 1419                |
| 6 |       | Obuhiv      | 33 287          | 24,4          | 1364                |
| 7 |       | Vishorod    | 33 109          | 50,6          | 654                 |

### Népesség
A 2013-as állapot szerint a Kijevi területnek 1 722 ezer lakosa volt, amelynek 61,8%-a élt városban, 38,2% pedig falun. A 2001-es népszámlálás adat szerint a lakosok közül 1 684 803 (92,52%) volt ukrán, 109 322 (6,00%) orosz, 8 698 (0,48%) belorusz. 0,16% mondta magát lengyelnek, 0,13% örménynek, 0,08% pedig moldávnak.

## A terület híres szülöttei
- David Ionovics Bronstejn (1924–2006) sakkozó
- Kijevi Szent Feodoszij (1009–1074) szerzetes
- Ivan Szemenovics Kozlovszkij (1900–1993) operaénekes
- Lina Vaszilivna Kosztenko (1930–) író, költő
- Ivan Sztepanovics Mazepa (1639–1709) kozák hetman
- Olekszandr Olekszandrovics Moroz (1944–), politikus, a parlament elnöke
- Pavlo Romanovics Popovics (1930–2009) űrhajós
- Andrij Mikolajovics Sevcsenko (1976–) labdarúgó
- Sólem Aléchem (1859–1916) író

## Fordítás
- Ez a szócikk részben vagy egészben  a(z)   Київська область című ukrán Wikipédia-szócikk ezen változatának fordításán alapul.  Az eredeti cikk szerkesztőit annak laptörténete sorolja fel. Ez a jelzés csupán a megfogalmazás eredetét és a szerzői jogokat jelzi, nem szolgál a cikkben szereplő információk forrásmegjelöléseként.